# غار انجیره
غار انجیره مربوط به دوران پیش از تاریخ ایران باستان است و در شهرستان مرودشت، کنار جاده آسفالت سعادت شهر به قادرآباد واقع شده و این اثر در تاریخ ۱۱ شهریور ۱۳۸۲ با شمارهٔ ثبت ۹۸۳۳ به‌عنوان یکی از آثار ملی ایران به ثبت رسیده است.